# إدواردو بارنز
إدواردو بارنز (بالإسبانية: Eduardo Barnes) هو رسام أرجنتيني، ولد في 24 مارس 1901 في روساريو في الأرجنتين، وتوفي بنفس المكان في 31 أغسطس 1977.